# Habrocestum panjabius
Habrocestum panjabius är en spindelart som beskrevs av Roewer 1951. Habrocestum panjabius ingår i släktet Habrocestum och familjen hoppspindlar. Inga underarter finns listade i Catalogue of Life.